# Nachwuchswissenschaftlerkonferenz
Die Nachwuchswissenschaftlerkonferenz (NWK, seit 2021 Nachwuchswissenschaftler*innenkonferenz) ist eine seit dem Jahr 2000 jährlich stattfindende Konferenz junger forschender Wissenschaftler (Nachwuchswissenschaftler) (ursprünglich) an Fachhochschulen in den neuen Bundesländern. Im Rahmen der Konferenz erhalten junge Wissenschaftler die Möglichkeit, ihre Forschungsergebnisse in Form von Vorträgen und Postern einem breiten Publikum zu präsentieren. Die Teilnahme ist für alle Beteiligten kostenlos. Im Jahr 2018 wurden erstmals junge Wissenschaftler aus dem gesamten Bundesgebiet eingeladen. Aufgrund der COVID-19-Pandemie wurde die NWK im Jahr 2020 abgesagt und 2021 in Form einer Online-Konferenz durchgeführt.

## Historie
- 1. NWK | 2000 Hochschule Merseburg
- 2. NWK | 2001 Hochschule Merseburg
- 3. NWK | 2002 Hochschule Harz
- 4. NWK | 2003 Hochschule Magdeburg-Stendal
- 5. NWK | 2004 Hochschule Anhalt
- 6. NWK | 2005 Hochschule Merseburg
- 7. NWK | 2006 Hochschule Harz
- 8. NWK | 2007 Fachhochschule Jena
- 9. NWK | 2008 Hochschule Anhalt
- 10. NWK | 2009 Hochschule Merseburg
- 11. NWK | 2010 Fachhochschule Schmalkalden
- 12. NWK | 2011 Hochschule Harz
- 13. NWK | 2012 Hochschule Zittau/Görlitz
- 14. NWK | 2013 Fachhochschule Brandenburg
- 15. NWK | 2014 Hochschule Magdeburg-Stendal
- 16. NWK | 2015 Hochschule für Technik und Wirtschaft Berlin
- 17. NWK | 2016 Hochschule Schmalkalden
- 18. NWK | 2017 Hochschule Mittweida
- 19. NWK | 2018 Hochschule Anhalt
- 20. NWK | 2019 Hochschule Merseburg
- 21. NWK | 2020/21 Ernst-Abbe-Hochschule Jena
- 22. NWK | 2022 Technische Hochschule Brandenburg
- 23. NWK | 2023 Hochschule Harz
- 24. NWK | 2024 Hochschule Mittweida
- 25. NWK | 2025 Hochschule Merseburg

## Tagungsbände
- 7. NWK | 2006: Tagungsband der 7. Nachwuchswissenschaftlerkonferenz mitteldeutscher Fachhochschulen. Hochschule Harz, Wernigerode 2006, ISBN 978-3-00-018148-1 (hs-harz.de [PDF]).

- 8. NWK | 2007: Gabriele Beibst (Hrsg.): Tagungsband der 8. Nachwuchswissenschaftlerkonferenz. Jena 2007, ISBN 3-932886-15-1.

- 9. NWK | 2008: Tagungsband der 9. Nachwuchswissenschaftlerkonferenz. Hochschule Anhalt, Köthen 2008.

- 11. NWK | 2010: Tagungsband der 11. Nachwuchswissenschaftlerkonferenz der Fachhochschulen Sachsens, Sachsen-Anhalts und Thüringens. Fachhochschule Schmalkalden, Schmalkalden 2010, ISBN 978-3-00-030849-9.

- 12. NWK | 2011: Frieder Stolzenburg, Florian Ruh (Hrsg.): Tagungsband der 12. Nachwuchswissenschaftlerkonferenz mitteldeutscher Fachhochschulen. Wernigerode 2011, ISBN 978-3-00-034329-2 (hs-harz.de [PDF]).

- 13. NWK | 2012: Wilfried Honekamp, Peggy Schindler (Hrsg.): Tagungsband der 13. Nachwuchswissenschaftlerkonferenz mitteldeutscher Fachhochschulen. Re Di Roma-Verlag, Remscheid 2012, ISBN 978-3-86870-436-5.

- 14. NWK | 2013: Arno Fischer, Marcel Oesterreich, Tobias Scheidat (Hrsg.): Tagungsband der 14. Nachwuchswissenschaftlerkonferenz ost- und mitteldeutscher Fachhochschulen. Verlag Werner Hülsbusch, Glückstadt 2013, ISBN 978-3-86488-037-7 (fh-brandenburg.de [PDF]).

- 15. NWK | 2014: Jan Mugele, Gabriele Helga Franke, Doreen Schincke (Hrsg.): Tagungsband der 15. Nachwuchswissenschaftlerkonferenz ost- und mitteldeutscher Fachhochschulen. Magdeburg 2014, ISBN 978-3-935831-58-1 (researchgate.net).

- 16. NWK | 2015: Matthias Knaut (Hrsg.): Tagungsband der 16. Nachwuchswissenschaftlerkonferenz. Berliner Wissenschafts-Verlag (BWV), Berlin 2015, ISBN 978-3-8305-2044-3 (htw-berlin.de [PDF]).

- 18. NWK | 2017: Ludwig Hilmer, Gerhard Thiem (Hrsg.): Tagungsband der 18. Nachwuchswissenschaftlerkonferenz. Hochschule Mittweida, 2017, ISSN 1437-7624.

- 20. NWK | 2019: Dirk Sackmann, Jessika Rix, Ivette Witkowski (Hrsg.): 20. Nachwuchswissenschaftlerkonferenz - Book of Abstracts. Hochschulverlag Merseburg, Merseburg 2019, ISBN 978-3-948058-22-7 (uni-halle.de [PDF]).

- 21. NWK | 2021: Kristin Mitte (Hrsg.): Tagungsband der 21. Nachwuchswissenschaftler*innenkonferenz. Verlag Ernst-Abbe-Hochschule Jena, Jena 2021, ISBN 978-3-932886-36-2 (eah-jena.de [PDF]).

- 22. NWK | 2022: Andreas Wilms, Sören Herbst (Hrsg.): Tagungsband der 22. Nachwuchswissenschaftler*innenkonferenz. TIB Open Publishing, 2022, ISSN 2749-5841, doi:10.52825/ocp.v2i (tib-op.org).

- 23. NWK | 2023: Frieder Stolzenburg, Christian Reinboth, Thomas Lohr, Kathleen Vogel (Hrsg.): Tagungsband zur 23. Nachwuchswissenschaftler*innenkonferenz. Hochschule Harz (Reihe Harzer Hochschultexte), 2023, ISSN 2627-5708, doi:10.25673/116038 (hs-harz.de [PDF]).

- 24. NWK | 2024: Volker Tolkmitt, Uwe Mahn (Hrsg.): Tagungsband zur 24. Nachwuchswissenschaftler*innenkonferenz. Hochschule Mittweida (Reihe Scientific Reports), 2024, ISSN 1437-7624 (hs-mittweida.de [PDF]).

- 25. NWK | 2025: Doreén Pick (Hrsg.): Tagungsband zur 25. Nachwuchswissenschaftler*innenkonferenz. Hochschule Merseburg, Merseburg 2025 (hs-merseburg.de [PDF]).